# Chitenay
Chitenay est une commune française située dans le département de Loir-et-Cher, en région Centre-Val de Loire.
Localisée au centre du département, la commune fait partie de la petite région agricole « la Sologne viticole », vaste étendue de bois, d'étangs et de prés. Elle est drainée par le Beuvron et par divers petits cours d'eau.
L'occupation des sols est marquée par l'importance des espaces agricoles et naturels qui occupent la quasi-totalité du territoire communal. Aucun espace naturel présentant un intérêt patrimonial n'est toutefois recensé sur la commune dans l'inventaire national du patrimoine naturel. En 2010, l'orientation technico-économique de l'agriculture sur la commune est la culture des céréales et des oléoprotéagineux. À l'instar du département qui a vu disparaître le quart de ses exploitations en dix ans, le nombre d'exploitations agricoles a fortement diminué, passant de 34 en 1988, à 12 en 2000, puis à 10 en 2010.
Le patrimoine architectural de la commune comprend un bâtiment porté à l'inventaire des monuments historiques : le château de Chitenay.

## Géographie

### Localisation et communes limitrophes
La commune de Chitenay se trouve au centre du département de Loir-et-Cher, dans la petite région agricole de la Sologne viticole,. À vol d'oiseau, elle se situe à 10,8 km de Blois, préfecture du département et à 9,4 km de Vineuil, chef-lieu du canton de Vineuil dont dépend la commune depuis 2015. La commune fait en outre partie du bassin de vie de Blois.
Les communes les plus proches sont : Cormeray (2,8 km), Seur (2,9 km), Cellettes (3,3 km), Ouchamps (5,5 km), Les Montils (5,6 km), Fougères-sur-Bièvre (5,9 km), Monthou-sur-Bièvre (6,2 km), Cour-Cheverny (6,4 km) et Cheverny (6,6 km).

### Paysages et relief
Dans le cadre de la Convention européenne du paysage, adoptée le 20 octobre 2000 et entrée en vigueur en France le 1er juillet 2006, un atlas des paysages de Loir-et-Cher a été élaboré en 2010 par le CAUE de Loir-et-Cher, en collaboration avec la DIREN Centre (devenue DREAL en 2011), partenaire financier. Les paysages du département s'organisent ainsi en huit grands ensembles et 25 unités de paysage,. La commune fait partie de l'unité de paysage de « la Sologne viticole », dans la Sologne.
La Sologne viticole, moins boisée que la Grande Sologne, présente un relief doux. La présence affirmée d'une agriculture qui prend le relais des boisements de Grande Sologne dégage des points de vue et des horizons ouverts. Les paysages de bois et de cultures s'enchaînent en s'imbriquant les uns aux autres.
L'altitude du territoire communal varie de 67 mètres à 116 mètres,.

### Hydrographie

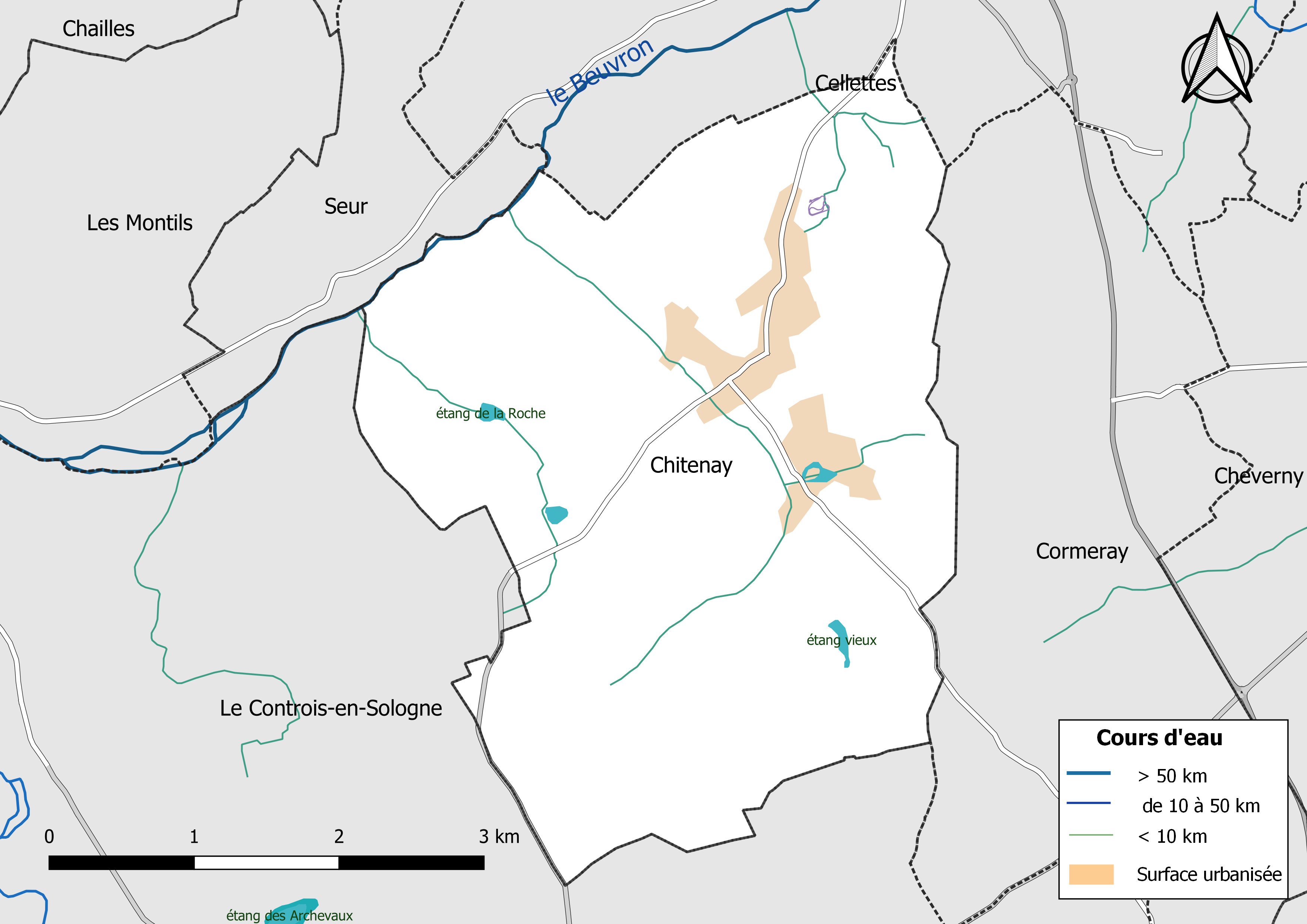
Réseau hydrographique de Chitenay.

La commune est drainée par le Beuvron (1,253 km) et par divers petits cours d'eau, constituant un réseau hydrographique de 12,25 km de longueur totale.
Le Beuvron, qui constitue une limite séparative nord-est du territoire communal, a une longueur totale de 115,2 km. Il prend sa source dans la commune de Coullons, dans le Loiret et se jette dans la Loire à Candé-sur-Beuvron, après avoir traversé 29 communes.
Sur le plan piscicole, ce cours d'eau est classé en deuxième catégorie, où le peuplement piscicole dominant est constitué de poissons blancs (cyprinidés) et de carnassiers (brochet, sandre et perche).

### Climat
Pour des articles plus généraux, voir Climat du Centre-Val de Loire et Climat de Loir-et-Cher.
En 2010, le climat de la commune est de type climat océanique dégradé des plaines du Centre et du Nord, selon une étude du CNRS s'appuyant sur une série de données couvrant la période 1971-2000. En 2020, Météo-France publie une typologie des climats de la France métropolitaine dans laquelle la commune est exposée à un climat océanique altéré et est dans la région climatique Moyenne vallée de la Loire, caractérisée par une bonne insolation (1 850 h/an) et un été peu pluvieux.
Pour la période 1971-2000, la température annuelle moyenne est de 11,1 °C, avec une amplitude thermique annuelle de 15,1 °C. Le cumul annuel moyen de précipitations est de 665 mm, avec 10,6 jours de précipitations en janvier et 7 jours en juillet. Pour la période 1991-2020, la température moyenne annuelle observée sur la station météorologique de Météo-France la plus proche, sur la commune de Cheverny à 7 km à vol d'oiseau, est de 11,8 °C et le cumul annuel moyen de précipitations est de 675,8 mm,. Pour l'avenir, les paramètres climatiques de la commune estimés pour 2050 selon différents scénarios d'émission de gaz à effet de serre sont consultables sur un site dédié publié par Météo-France en novembre 2022.

### Milieux naturels et biodiversité
Aucun espace naturel présentant un intérêt patrimonial n'est recensé sur la commune dans l'inventaire national du patrimoine naturel,,.

## Urbanisme

### Typologie
Au 1er janvier 2024, Chitenay est catégorisée commune rurale à habitat dispersé, selon la nouvelle grille communale de densité à sept niveaux définie par l'Insee en 2022.
Elle est située hors unité urbaine. Par ailleurs la commune fait partie de l'aire d'attraction de Blois, dont elle est une commune de la couronne,. Cette aire, qui regroupe 78 communes, est catégorisée dans les aires de 50 000 à moins de 200 000 habitants,.

### Occupation des sols
Selon l'Insee, Chitenay est une commune rurale, car elle n'appartient à aucune unité urbaine,,.
L'occupation des sols est marquée par l'importance des espaces agricoles et naturels (94 %). La répartition détaillée ressortant en 2012 de la base de données européenne d'occupation biophysique des sols Corine Land Cover est la suivante :

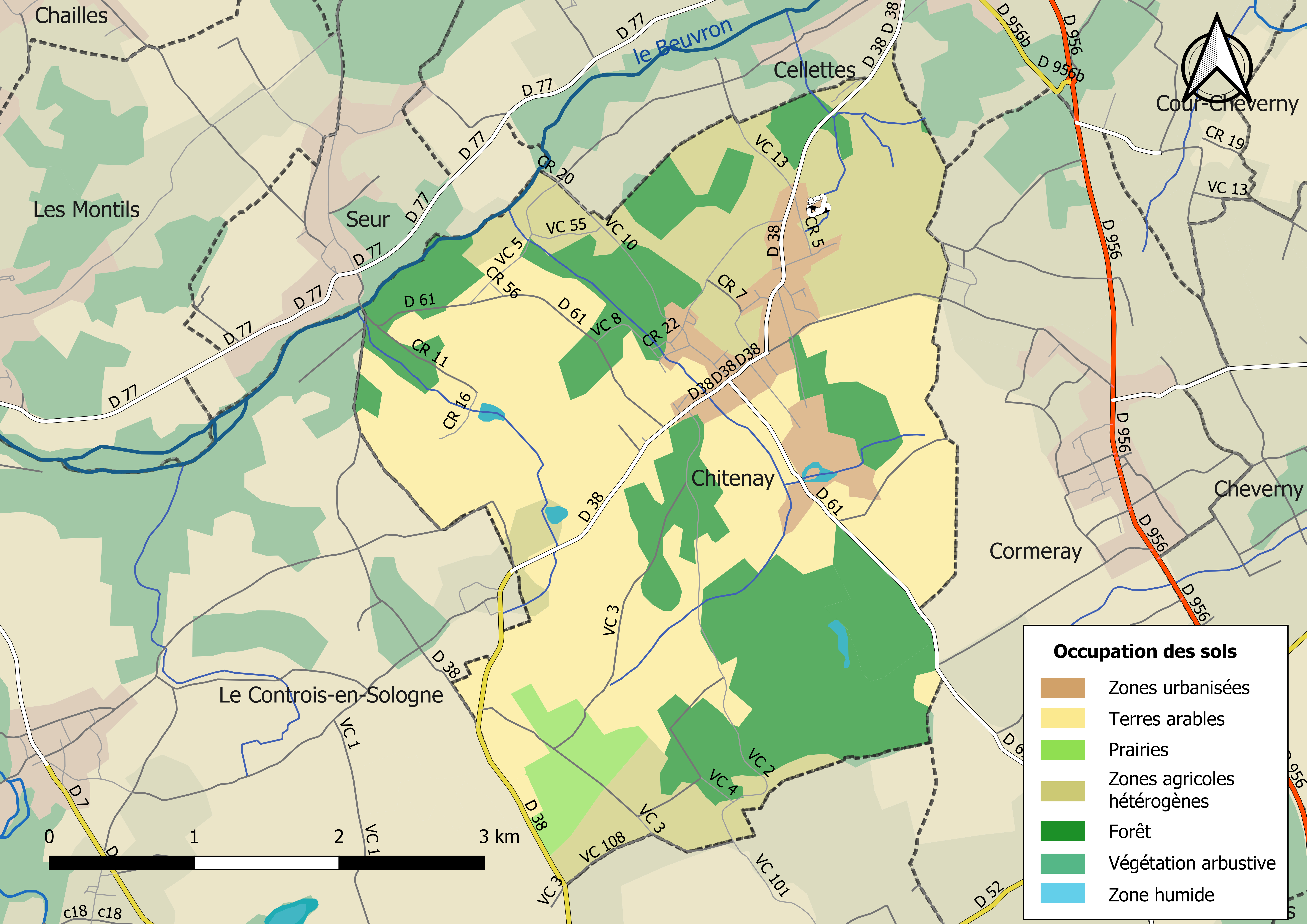
Carte des infrastructures et de l'occupation des sols de la commune en 2018 (CLC).

terres arables (41,7 %),
zones agricoles hétérogènes (21,6 %),
forêts (26,5 %),
prairies (4,2 %),
zones urbanisées (4 %),
espaces verts artificialisés non agricoles (2 %).
Le territoire est caractérisé par un paysage de Sologne alternant milieux ouverts (agricoles) et milieux fermés (forêts). À l'échelle de l'unité géographique « Chailles / Les Montils Cheverny / Cour-Cheverny », qui regroupe douze communes, dont Chitenay, la consommation d'espaces agricoles et naturels pour répondre aux besoins de développement a été soutenue : 78 % des aménagements (logements, équipements, entreprises) ont été réalisés sur de nouveaux terrains, soit 205 hectares entre 2002 et 2015.

### Planification
La loi SRU du 13 décembre 2000 a incité fortement les communes à se regrouper au sein d'un établissement public, pour déterminer les partis d'aménagement de l'espace au sein d'un SCoT, un document essentiel d'orientation stratégique des politiques publiques à une grande échelle. La commune est dans le territoire du SCOT du Blésois, approuvé en 2006 et révisé en juillet 2016.
En matière de planification, la commune disposait en 2017 d'un plan local d'urbanisme en révision. Par ailleurs, à la suite de la loi ALUR (loi pour l'accès au logement et un urbanisme rénové) de mars 2014, un plan local d'urbanisme intercommunal couvrant le territoire de la communauté d'agglomération de Blois « Agglopolys » a été prescrit le 3 décembre 2015.

### Habitat et logement
Le tableau ci-dessous présente la typologie des logements à Chitenay en 2016 en comparaison avec celle du Loir-et-Cher et de la France entière. Une caractéristique marquante du parc de logements est ainsi la faible proportion des résidences secondaires et logements occasionnels (6,9 %) par rapport au département (18 %) et à la France entière (9,6 %). Concernant le statut d'occupation de ces logements, 85,7 % des habitants de la commune sont propriétaires de leur logement (86,4 % en 2011), contre 68,1 % pour le Loir-et-Cher et 57,6 pour la France entière.
|                                                         | Chitenay | Loir-et-Cher | France entière |
| ------------------------------------------------------- | -------- | ------------ | -------------- |
| Résidences principales (en %)                           | 87,4     | 74,5         | 82,3           |
| Résidences secondaires et logements occasionnels (en %) | 6,9      | 18           | 9,6            |
| Logements vacants (en %)                                | 5,7      | 7,5          | 8,1            |

### Risques majeurs
Le territoire communal de Chitenay est vulnérable à différents aléas naturels : inondations (par débordement du Beuvron), climatiques (hiver exceptionnel ou canicule), feux de forêts, mouvements de terrains ou sismique (sismicité très faible).
Il est également exposé à un risque technologique : le transport de matières dangereuses,.

#### Risques naturels

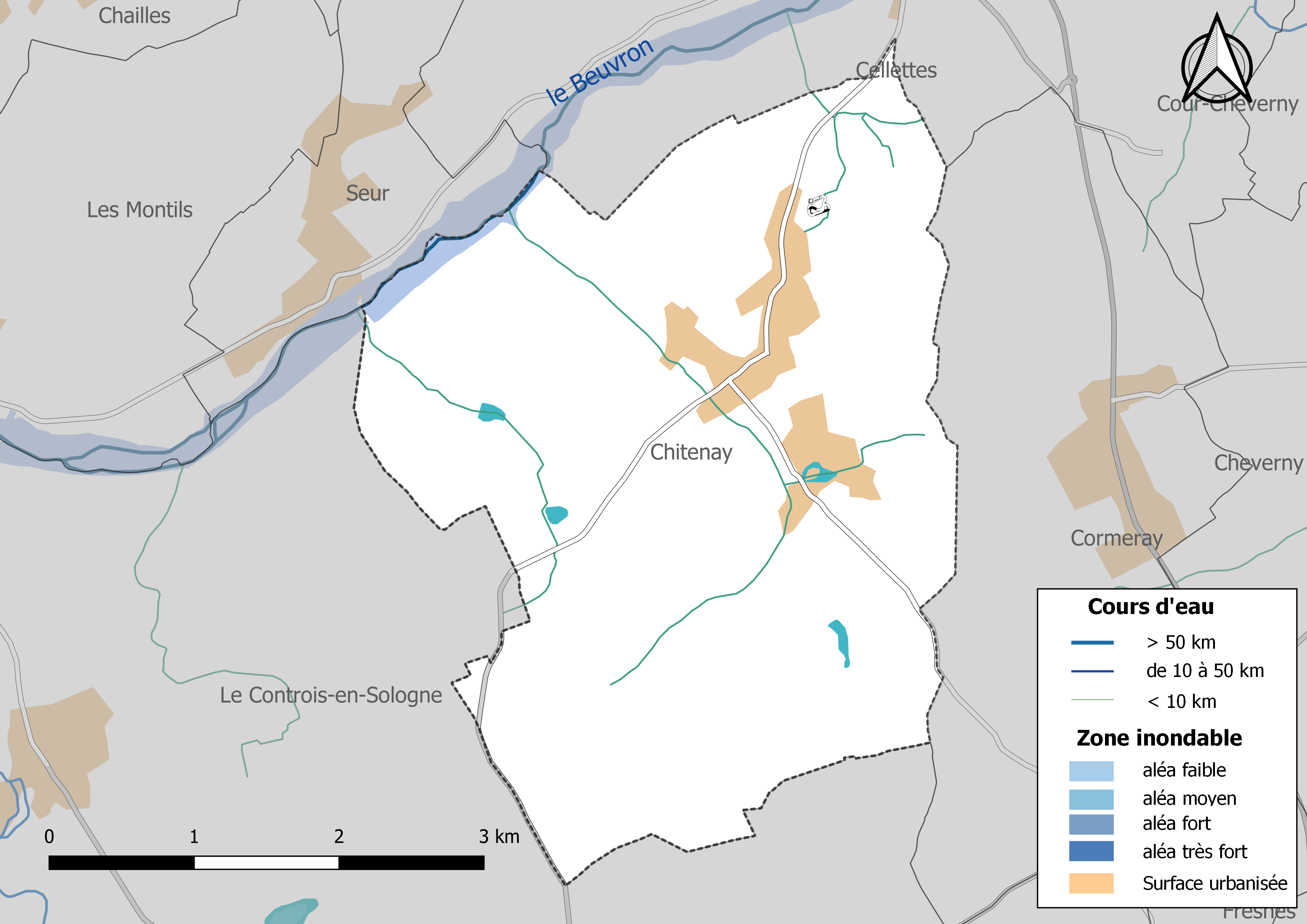
Zones inondables de la commune de Chitenay.

Les mouvements de terrains susceptibles de se produire sur la commune sont liés au retrait-gonflement des argiles. Le phénomène de retrait-gonflement des argiles est la conséquence d'un changement d'humidité des sols argileux. Les argiles sont capables de fixer l'eau disponible mais aussi de la perdre en se rétractant en cas de sécheresse. Ce phénomène peut provoquer des dégâts très importants sur les constructions (fissures, déformations des ouvertures) pouvant rendre inhabitables certains locaux. La carte de zonage de cet aléa peut être consultée sur le site de l'observatoire national des risques naturels Georisques.
Un atlas des zones inondables du Beuvron est établi en décembre 2003. Les crues historiques du Beuvron sont celles de 1856, de 1910 et de 1936-1937. Le débit de la crue de référence varie ainsi entre 60 et 160 m3/s selon les sections.

#### Risques technologiques
Le risque de transport de marchandises dangereuses sur la commune est lié à sa traversée par une canalisation de transport de gaz. Un accident se produisant sur une telle infrastructure est en effet susceptible d'avoir des effets graves au bâti ou aux personnes jusqu'à 350 m, selon la nature du matériau transporté. Des dispositions d'urbanisme peuvent être préconisées en conséquence.

## Toponymie
(novembre 2023).
Le nom de la commune viendrait de l'ancienne présence de nombreux châtaigniers sur son territoire, et d'une exploitation de la châtaigne jusqu'aux alentours du XVIIIe siècle. Du latin "castanea", la chataigne, Chitenay portait anciennement le nom de Villa Castanea, d'où l'origine de la gentilé.

## Histoire

### Renaissance et Ancien régime
Plusieurs faits marquants, du moins localement, ont forgé l'histoire de la commune. La naissance de Denis Papin, en 1647, au lieu-dit des Coudraies, marque le village dans l'histoire par des inventions qui marqueront le développement de l'énergie vapeur.

### Révolution française et Empire

#### Nouvelle organisation territoriale
Le décret de l'Assemblée nationale du 12 novembre 1789 décrète qu'« il y aura une municipalité dans chaque ville, bourg, paroisse ou communauté de campagne », mais ce n'est qu'avec le décret de la Convention nationale du 10 brumaire an II (31 octobre 1793) que la paroisse de Chitenay devient formellement « commune de Chitenay »,.
En 1790, dans le cadre de la création des départements, la municipalité est rattachée au canton de Cellettes et au district de Blois. Les cantons sont supprimés, en tant que découpage administratif, par une loi du 26 juin 1793, et ne conservent qu'un rôle électoral, permettant l'élection des électeurs du second degré chargés de désigner les députés,. La Constitution du 5 fructidor an III, appliquée à partir de vendémiaire an IV (1795) supprime les districts, considérés comme des rouages administratifs liés à la Terreur, mais maintient les cantons qui acquièrent dès lors plus d'importance en retrouvant une fonction administrative. Enfin, sous le Consulat, un redécoupage territorial visant à réduire le nombre de justices de paix ramène le nombre de cantons en Loir-et-Cher de 33 à 24. Chitenay est alors rattachée au canton de Contres et à l'Arrondissement de Blois par arrêté du 5 vendémiaire an X (26 septembre 1801),,. Cette organisation va rester inchangée pendant près de 150 ans.

#### Création de Cormeray en 1859
(novembre 2023).
Une expression locale, apparue dans la seconde partie du XIXe siècle, est assez présente dans les mémoires des environs : "Le partage de Cormeray, tout d'un côté, rien de l'autre !". Cette expression fait suite à la création par décret du village autonome voisin à l'est, Cormeray, anciennement un hameau du village de Chitenay. Éloignés du centre-bourg castanéen, notamment par un chemin sinueux difficilement empruntable l'hiver, les habitants du hameau se sont rassemblés pour l'érection d'une chapelle pour une meilleure accessibilité. Puis une pétition fut lancée pour que Cormeray devienne une commune. Les délibérations administratives à la suite de cette demande préconisaient de former Cormeray à partir des territoires appartenant à Chitenay à l'ouest et à Cour-Cheverny à l'est. Ici, on notifiait de ménager le territoire de Cour-Cheverny. Le nouveau territoire de Cormeray fût presque entièrement issu de terres castanéennes, d'où l'expression "Tout d'un côté, rien de l'autre !".

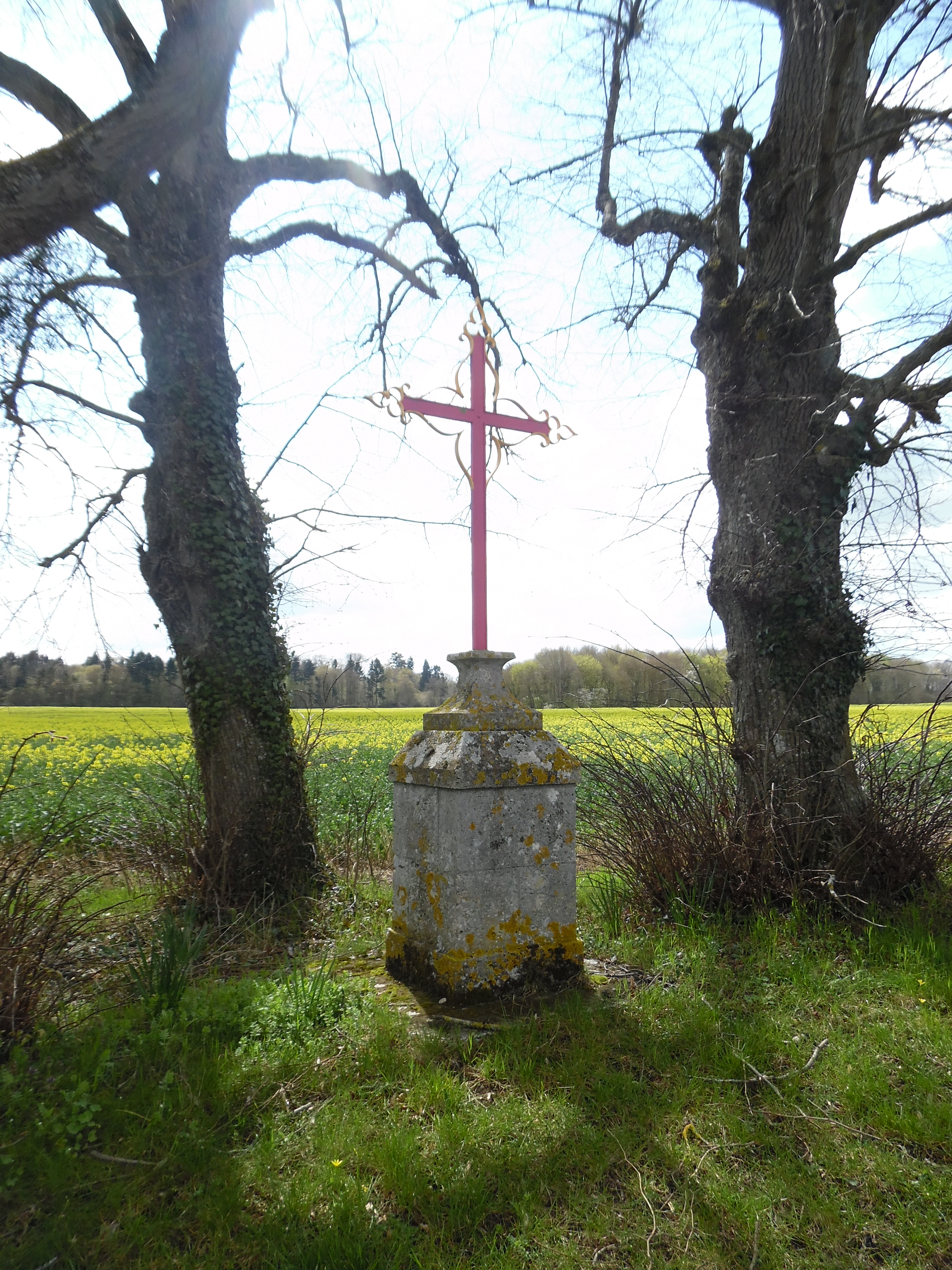
Croix du Buisson.

## Politique et administration

### Découpage territorial
La commune de Chitenay est membre de la communauté d'agglomération de Blois « Agglopolys », un établissement public de coopération intercommunale (EPCI) à fiscalité propre créé le 1er janvier 2012.
Elle est rattachée sur le plan administratif à l'arrondissement de Blois, au département de Loir-et-Cher et à la région Centre-Val de Loire, en tant que circonscriptions administratives. Sur le plan électoral, elle est rattachée au canton de Vineuil depuis 2015 pour l'élection des conseillers départementaux et à la Première circonscription de Loir-et-Cher pour les élections législatives.

### Politique et administration municipale

#### Conseil municipal et maire
Le conseil municipal de Chitenay, commune de plus de 1 000 habitants, est élu au scrutin proportionnel plurinominal avec prime majoritaire. Le maire, à la fois agent de l'État et exécutif de la commune en tant que collectivité territoriale, est élu par le conseil municipal au scrutin secret lors de la première réunion du conseil suivant les élections municipales, pour un mandat de six ans, c'est-à-dire pour la durée du mandat du conseil.

#### Liste des maires
- Boësnier de Clairvaux
- 2001- 2008 : M. Jacques Bouges.
- 2008-2014 : M. Didier Stetten-Pigasse.
- Depuis le 29 mars 2014 : M. Jean Albert Boulay.

### Intercommunalité
La commune fait partie d'Agglopolys, du Pays des Châteaux et du SIAB.

## Équipements et services

### Eau et assainissement
L'organisation de la distribution de l'eau potable, de la collecte et du traitement des eaux usées et pluviales relève des communes. La compétence eau et assainissement des communes est un service public industriel et commercial (SPIC).

#### Alimentation en eau potable
Le service d'eau potable comporte trois grandes étapes : le captage, la potabilisation et la distribution d'une eau potable conforme aux normes de qualité fixées pour protéger la santé humaine. En 2019, la commune est membre du syndicat intercommunal d'adduction d'eau potable de Cellettes Chitenay Cormeray qui assure le service en régie.

#### Assainissement des eaux usées
En 2019, la gestion du service d'assainissement collectif de la commune de Chitenay est assurée par la communauté d'agglomération Agglopolys qui a le statut de régie à autonomie financière.
Trois stations de traitement des eaux usées sont en service au 1er janvier 2019 sur le territoire communal :
- « Les Etangs », un équipement utilisant la technique de l'aération par boues activées, avec prétraitement, dont la capacité est de 470 EH, mis en service le 1er septembre 1973[60] ;
- « Chitenay », un équipement utilisant la technique Faible charge (lit), dont la capacité est de 170 EH, mis en service le 1er juillet 1986[61] ;
- « Le Moulin Neuf », un équipement utilisant la technique du filtre biologique, infiltration, dont la capacité est de 100 EH, mis en service le 1er juillet 1995[62].

L'assainissement non collectif (ANC) désigne les installations individuelles de traitement des eaux domestiques qui ne sont pas desservies par un réseau public de collecte des eaux usées et qui doivent en conséquence traiter elles-mêmes leurs eaux usées avant de les rejeter dans le milieu naturel. La communauté d'agglomération de Blois « Agglopolys » assure pour le compte de la commune le service public d'assainissement non collectif (SPANC), qui a pour mission de vérifier la bonne exécution des travaux de réalisation et de réhabilitation, ainsi que le bon fonctionnement et l'entretien des installations.

### Sécurité, justice et secours
La sécurité de la commune est assurée par la brigade de gendarmerie de Cour-Cheverny qui dépend du groupement de gendarmerie départementale de Loir-et-Cher installé à Blois.
En matière de justice, Chitenay relève du conseil de prud'hommes de Blois, de la Cour d'appel d'Orléans (juridiction de Blois), de la Cour d'assises de Loir-et-Cher, du tribunal administratif de Blois, du tribunal de commerce de Blois et du tribunal judiciaire de Blois.

## Population et société

### Démographie

#### Évolution démographique
L'évolution du nombre d'habitants est connue à travers les recensements de la population effectués dans la commune depuis 1793. Pour les communes de moins de 10 000 habitants, une enquête de recensement portant sur toute la population est réalisée tous les cinq ans, les populations de référence des années intermédiaires étant quant à elles estimées par interpolation ou extrapolation. Pour la commune, le premier recensement exhaustif entrant dans le cadre du nouveau dispositif a été réalisé en 2004.

En 2022, la commune comptait 1 136 habitants, en évolution de +7,37 % par rapport à 2016 (Loir-et-Cher : −1,15 %, France hors Mayotte : +2,11 %).
| 1793  | 1800  | 1806  | 1821  | 1831  | 1836  | 1841  | 1846  | 1851  |
| ----- | ----- | ----- | ----- | ----- | ----- | ----- | ----- | ----- |
| 1 270 | 1 043 | 1 004 | 1 131 | 1 189 | 1 212 | 1 277 | 1 331 | 1 376 |

| 1856  | 1861 | 1866 | 1872 | 1876 | 1881 | 1886 | 1891 | 1896 |
| ----- | ---- | ---- | ---- | ---- | ---- | ---- | ---- | ---- |
| 1 416 | 853  | 883  | 893  | 903  | 850  | 877  | 860  | 863  |

| 1901 | 1906 | 1911 | 1921 | 1926 | 1931 | 1936 | 1946 | 1954 |
| ---- | ---- | ---- | ---- | ---- | ---- | ---- | ---- | ---- |
| 869  | 887  | 884  | 728  | 690  | 642  | 656  | 628  | 635  |

| 1962 | 1968 | 1975 | 1982 | 1990 | 1999 | 2004 | 2006  | 2009  |
| ---- | ---- | ---- | ---- | ---- | ---- | ---- | ----- | ----- |
| 620  | 655  | 665  | 777  | 888  | 921  | 989  | 1 027 | 1 017 |

| 2014  | 2019  | 2022  | - | - | - | - | - | - |
| ----- | ----- | ----- | - | - | - | - | - | - |
| 1 051 | 1 101 | 1 136 | - | - | - | - | - | - |

#### Pyramide des âges
La population de la commune est relativement jeune.
En 2018, le taux de personnes d'un âge inférieur à 30 ans s'élève à 32,8 %, soit au-dessus de la moyenne départementale (31,3 %). À l'inverse, le taux de personnes d'âge supérieur à 60 ans est de 29,4 % la même année, alors qu'il est de 31,6 % au niveau départemental.
En 2018, la commune comptait 528 hommes pour 556 femmes, soit un taux de 51,29 % de femmes, légèrement inférieur au taux départemental (51,45 %).
Les pyramides des âges de la commune et du département s'établissent comme suit.
| Hommes | Classe d’âge | Femmes |
| ------ | ------------ | ------ |
| 0,6    | 90 ou +      | 1,4    |
| 8,2    | 75-89 ans    | 8,5    |
| 19,2   | 60-74 ans    | 20,7   |
| 21,8   | 45-59 ans    | 22,8   |
| 17,7   | 30-44 ans    | 13,5   |
| 14,6   | 15-29 ans    | 14,2   |
| 17,9   | 0-14 ans     | 18,9   |

| Hommes | Classe d’âge | Femmes |
| ------ | ------------ | ------ |
| 1,1    | 90 ou +      | 2,6    |
| 9,2    | 75-89 ans    | 11,9   |
| 19,7   | 60-74 ans    | 20,4   |
| 20,7   | 45-59 ans    | 20     |
| 16,5   | 30-44 ans    | 16,2   |
| 15,2   | 15-29 ans    | 13,2   |
| 17,6   | 0-14 ans     | 15,7   |

## Économie

### Secteurs d'activité
Le tableau ci-dessous détaille le nombre d'entreprises implantées à Chitenay selon leur secteur d'activité et le nombre de leurs salariés :
|                                                              | total | % com (% dep) | 0 salarié | 1 à 9 salarié(s) | 10 à 19 salariés | 20 à 49 salariés | 50 salariés ou plus |
| ------------------------------------------------------------ | ----- | ------------- | --------- | ---------------- | ---------------- | ---------------- | ------------------- |
| Ensemble                                                     | 75    | 100,0 (100)   | 61        | 13               | 1                | 0                | 0                   |
| Agriculture, sylviculture et pêche                           | 8     | 10,7 (11,8)   | 8         | 0                | 0                | 0                | 0                   |
| Industrie                                                    | 6     | 8,0 (6,5)     | 5         | 1                | 0                | 0                | 0                   |
| Construction                                                 | 10    | 13,3 (10,3)   | 6         | 4                | 0                | 0                | 0                   |
| Commerce, transports, services divers                        | 43    | 57,3 (57,9)   | 37        | 5                | 1                | 0                | 0                   |
| dont commerce et réparation automobile                       | 4     | 5,3 (17,5)    | 4         | 0                | 0                | 0                | 0                   |
| Administration publique, enseignement, santé, action sociale | 8     | 10,7 (13,5)   | 5         | 3                | 0                | 0                | 0                   |
| Champ : ensemble des activités.                              |       |               |           |                  |                  |                  |                     |

Le secteur du commerce, transports et services divers est prépondérant sur la commune (43 entreprises sur 75)10,7) %, il est plus important qu'au niveau départemental (11,8 %).
Sur les 75 entreprises implantées à Chitenay en 2016, 61 ne font appel à aucun salarié, 13 comptent 1 à 9 salariés et une emploie entre 10 et 19 personnes

### Agriculture
En 2010, l'orientation technico-économique de l'agriculture sur la commune est la polyculture et le polyélevage. Le département a perdu près d'un quart de ses exploitations en 10 ans, entre 2000 et 2010 (c'est le département de la région Centre-Val de Loire qui en compte le moins). Cette tendance se retrouve également au niveau de la commune où le nombre d'exploitations est passé de 23 en 1988 à 12 en 2000 puis à 10 en 2010. Parallèlement, la taille de ces exploitations augmente, passant de 26 ha en 1988 à 57 ha en 2010.
Le tableau ci-dessous présente les principales caractéristiques des exploitations agricoles de Chitenay, observées sur une période de 22 ans :
|                                      | 1988                 | 2000                 | 2010                 |
| Dimension économique                 | Dimension économique | Dimension économique | Dimension économique |
| ------------------------------------ | -------------------- | -------------------- | -------------------- |
| Nombre d'exploitations (u)           | 23                   | 12                   | 10                   |
| Travail (UTA)                        | 28                   | 13                   | 12                   |
| Surface agricole utilisée (ha)       | 591                  | 653                  | 569                  |
| Cultures                             |                      |                      |                      |
| Terres labourables (ha)              | 525                  | 602                  | 529                  |
| Céréales (ha)                        | 307                  | 375                  | 310                  |
| dont blé tendre (ha)                 | 147                  | 177                  | 181                  |
| dont maïs-grain et maïs-semence (ha) | 23                   | 43                   | s                    |
| Tournesol (ha)                       | 101                  | 49                   | s                    |
| Colza et navette (ha)                | 43                   | 54                   | 52                   |
| Élevage                              |                      |                      |                      |
| Cheptel (UGBTA)                      | 120                  | 48                   | 54                   |

#### Produits labellisés
La commune de Chitenay est située dans l'aire de l'appellation d'origine protégée (AOP) de quatre produits : un fromage (le Selles-sur-cher) et trois vins (le Cheverny, le Cour-cheverny et le crémant-de-loire).
Le territoire de la commune est également intégré aux aires de productions de divers produits bénéficiant d'une indication géographique protégée (IGP) : le vin Val-de-loire et les volailles de l’Orléanais,.

Quelques produits labellisés de Chitenay.
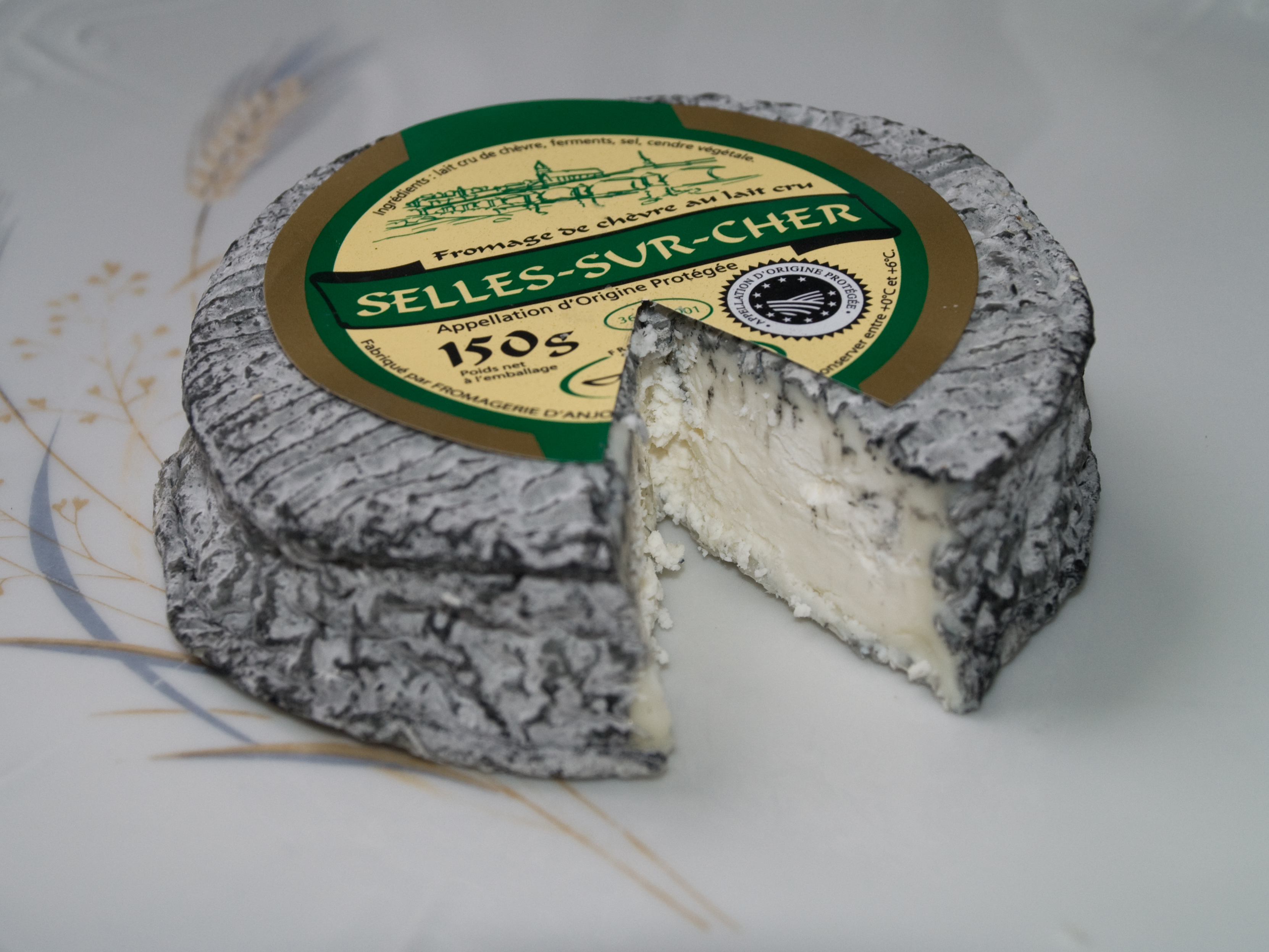
Selles-sur-cher.
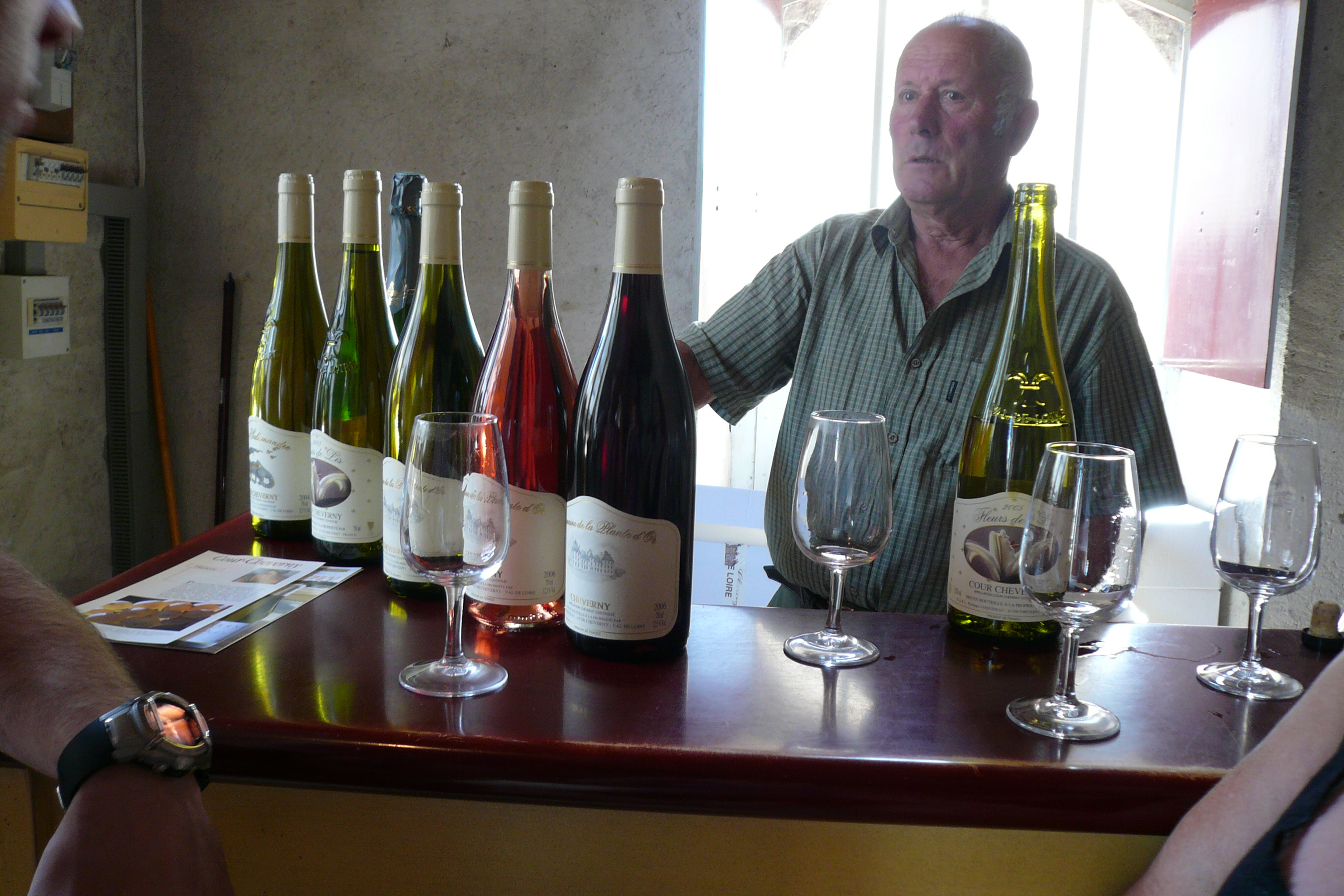
Gamme de vins de Cheverny.

## Culture locale et patrimoine

### Association «Circuit Vapeur Denis Papin»
L'association qui a fêté ses 25 ans en 2024, anime un circuit formé de trois réseaux de train miniatures, s'étendant sur 1600 m de long , qui accueil le public le deuxième week-end de la saison estivale .

### Lieux et monuments
La commune présente un patrimoine bâti diversifié : habitat, châteaux, église, domaines, grandes propriétés, bâti agricole, séchoirs à tabac, fontaine... Et quelques arbres remarquables.
Le château de Chitenay est inscrit au titre des monuments historiques depuis le 13 septembre 1960. Il y avait historiquement trois fermes rattachées au château.

### Héraldique
| Blason de Chitenay | Blason  | D'argent au chevron de sinople chargé de trois châtaignes d'or posées à plomb et accompagné en chef à dextre d'un épi de blé en barre et à senestre d'une grappe de raisin pamprée, le tout aussi de sinople, et en pointe d'une machine à vapeur de gueules. Devise : « Ab igne vis oritur » (c'est du feu que naît la puissance). |
| Blason de Chitenay | Détails | Adopté en 2009 |

### Personnalités liées à la commune
- Denis Papin (1647-1713), médecin, scientifique et célèbre inventeur, est né à Chitenay ;
- Géo London (1883-1951), grand reporter et écrivain, y a vécu et y est mort.